# Phallotorynus victoriae
Phallotorynus victoriae es una especie de peces de la familia de los pecílidos en el orden de los ciprinodontiformes.

## Morfología
Los machos pueden alcanzar los 2,3 cm de longitud total.

## Distribución geográfica
Se encuentran en Sudamérica: Paraguay (río Paraná), Argentina (provincias de Santa Fe y Corrientes) y Brasil (Mato Grosso).